# ジャン＝ピエール・ランパル国際フルートコンクール
ジャン＝ピエール・ランパル国際フルートコンクール（Concours internationaux de la Ville de Paris, Jean-Pierre Rampal Flute Competition）はフランス・パリで数年おきに開催されるフルート奏者のための国際コンクール。1980年、フルート奏者であるジャン＝ピエール・ランパルにちなんで創設された。ロストロポーヴィチ国際チェロ・コンクール同様、パリ・ラ＝ヴィル国際コンクールの一部として開催されている。世界的フルート奏者の登竜門として知られている。日本人では工藤重典（1980年）、佐久間由美子（1983年）、上野星矢（2008年）が優勝、入賞者に高木綾子（2001年、2005年）などがいる。

## 歴代入賞者
- 1980年　第1回　
  - 第1位グランプリ　パリ市大賞　工藤重典（日本）
  - 第2位　Jean-Loup Grégoire（フランス）
  - 第3位　Maria Martin（アメリカ）
  - 第4位　Michael Parloff（アメリカ）
  - 第5位　Diane Frossard（フランス）

- 1983年　第2回
  - 第1位グランプリ　パリ市大賞　佐久間由美子（日本）
  - 第2位　加藤元章（日本）
  - 第3位　Alison Mitchell（アメリカ）
  - 第4位　Sophie Cherrier（フランス）
  - 第5位　長山慶子（日本）

- 1987年　第3回
  - 第1位グランプリ　パリ市大賞　フィリップ・ベルノルド　Philipe Bernold（フランス）
  - 第2位　Samuel Coles（イギリス）
  - 第3位　Eric Kirchhoff（フランス）
  - 第4位　Jacques Libouban（フランス）
  - 第5位　ジャック・ズーン（オランダ）

- 1993年　第4回
  - 第1位グランプリ　パリ市大賞　ブルーノ・グロッシ　Bruno Grossi（スイス）
  - 第2位　Mathieu Dufour（フランス）
  - 第4位　Andrea Lieberknecht（ドイツ）
  - 特別賞　Davide Formisano（イタリア）

- 1998年　第5回
  - 第1位グランプリ　パリ市大賞　該当者なし
  - 第2位　瀬尾和紀（日本）、Rozália Szabó（ハンガリー）
  - 第4位　Gaspar Hoyos （コロンビア）

- 2001年　第6回
  - 第1位グランプリ　パリ市大賞　該当者なし
  - 第2位　該当者なし
  - 第3位　Magali Mosnier Karoui（フランス）
  - 第4位　高木綾子（日本）

- 2005年　第7回
  - 第1位グランプリ　パリ市大賞　クレモン・デュフー　Clément Dufour（フランス）
  - 第2位　デニス・ブリアコフ　Denis Bouriakov（ロシア）
  - 第3位　高木綾子（日本）
  - 第4位　Birgit Ramsl（オーストリア）

- 2008年　第8回
  - 第1位グランプリ　パリ市大賞　上野星矢（日本）
  - 第2位　Lukasz Dlugosz（ポーランド）
  - 第3位　Jocelyn Aubrun（フランス）
  - 第4位　Megan Emigh（アメリカ）